# باتريك كريج
باتريك كريج (بالإنجليزية: Patrick Cregg)‏ (21 فبراير 1986 بدبلن في جمهورية أيرلندا - ) هو لاعب كرة قدم أيرلندي في مركز الوسط. شارك مع منتخب جمهورية أيرلندا تحت 17 سنة لكرة القدم ومنتخب جمهورية أيرلندا تحت 20 سنة لكرة القدم ومنتخب جمهورية أيرلندا تحت 21 سنة لكرة القدم. أما مع النوادي، فقد لعب مع سانت جونستون ونادي أرسنال ونادي بوري ونادي سانت ميرين ونادي شامروك روفرز ونادي فالكيرك ونادي هيبرنيان ونادي غرينوك مورتون.

## وصلات خارجية
- باتريك كريج على موقع قاعدة بيانات كرة القدم.إي يو (الإنجليزية)
- باتريك كريج على موقع Soccerbase.com (لاعب) (الإنجليزية)
- باتريك كريج على موقع Soccerway.com (الإنجليزية)